# Joachim Persson
Joachim Persson (* 23. Mai 1983 in Slagelse, Dänemark) ist ein dänischer Badmintonspieler, der bis ins Juniorenalter für Deutschland startete. Sein jüngerer Bruder ist der für Deutschland spielende Nikolaj Persson.

## Karriere
Joachim Persson wurde 2001 und 2002 Juniorenmeister in Deutschland, wechselte danach jedoch ins benachbarte Dänemark. Für seine neue Heimat siegte er unter anderem bei den Finnish International, Swedish International Stockholm, Austrian International und den Irish Open.
Im Jahr 2008 gelangen ihm seine bislang größten Erfolge. So zog er ins Finale der Europameisterschaften in Herning ein und spielte sich unter anderem ins Finale der Denmark Open in Odense und ins Semifinale der Japan Open in Tokyo, bei dem er den Olympiasieger von 2004 und den Weltmeister von 2005, Taufik Hidayat aus Indonesien, besiegte. Darüber hinaus erspielte er sich seinen ersten Turniersieg in der Kategorie Grand Prix mit einem Sieg bei den Bulgarian Open. Seine höchste Weltranglistenplatzierung in jenem Jahr war der 6. Rang.

## Sportliche Erfolge
| Saison    | Veranstaltung                         | Disziplin    | Platz | Partner / Mannschaft                                                                                      |
| --------- | ------------------------------------- | ------------ | ----- | --- |
| 1999/2000 | Deutsche Einzelmeisterschaft U17      | Herreneinzel | 1     | - |
| 1999/2000 | Deutsche Einzelmeisterschaft U17      | Mixed        | 2     | Natalie Tropf (SSV Waghäusel)                                                                             |
| 1999/2000 | Deutsche Einzelmeisterschaft U19      | Herrendoppel | 2     | Philipp Droste (VfB Lübeck)                                                                               |
| 2000/2001 | Deutsche Einzelmeisterschaft U19      | Herreneinzel | 1     | - |
| 2001      | Junioren-Europameisterschaft          | Herreneinzel | 2     | - |
| 2001/2002 | Deutsche Einzelmeisterschaft U19      | Herreneinzel | 1     | - |
| 2001/2002 | Deutsche Mannschaftsmeisterschaft U19 | Mannschaft   | 2     | BW Wittorf (Lars Brosowski, Michaela Kitschke, Patrick Neubacher, Isa Schaupp, Sascha Klopp, Robert Fink) |
| 2004      | Irish Open                            | Herreneinzel | 1     | - |
| 2005      | Italian International                 | Herreneinzel | 1     | - |
| 2005      | Finnish International                 | Herreneinzel | 1     | - |
| 2006      | Swedish International Stockholm       | Herreneinzel | 1     | - |
| 2006      | Austrian International                | Herreneinzel | 1     | - |
| 2006      | Finnish International                 | Herreneinzel | 1     | - |
| 2006      | Swedish International Stockholm       | Herreneinzel | 1     | - |
| 2007      | Finnish International                 | Herreneinzel | 1     | - |
| 2008      | Bulgaria Open                         | Herreneinzel | 1     | - |
| 2012      | Czech International                   | Herreneinzel | 1     | - |
| 2014      | Spanish International                 | Herreneinzel | 1     | - |